# Teatrul Național din Budapesta
Teatrul Național este principalul teatru din Budapesta, fiind inaugurat în 1837. Compania a utilizat de atunci mai multe locații, inclusiv clădirea originară de pe Strada Kerepesi, Teatrul Poporului din Piața Blaha Lujza și fostul Teatru Maghiar din Piața Hevesi Sándor. Clădirea actuală a Teatrului Național a fost inaugurată pe 15 martie 2002.

## Istoric

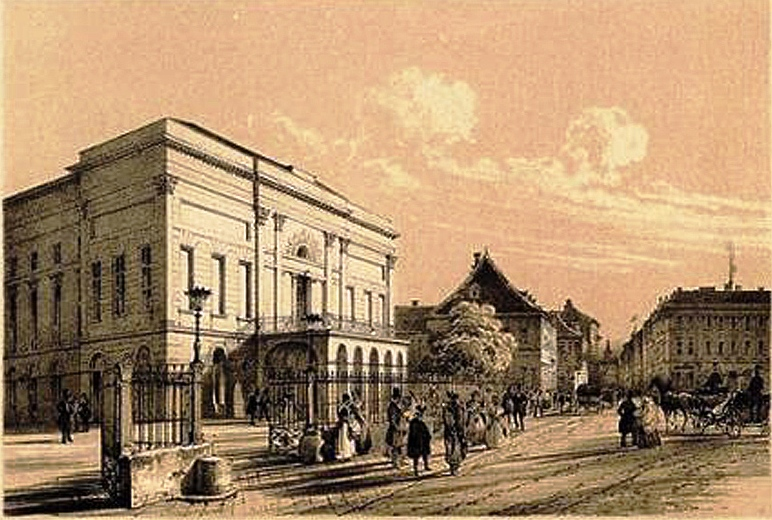
Clădirea originară de pe strada Kerepesi

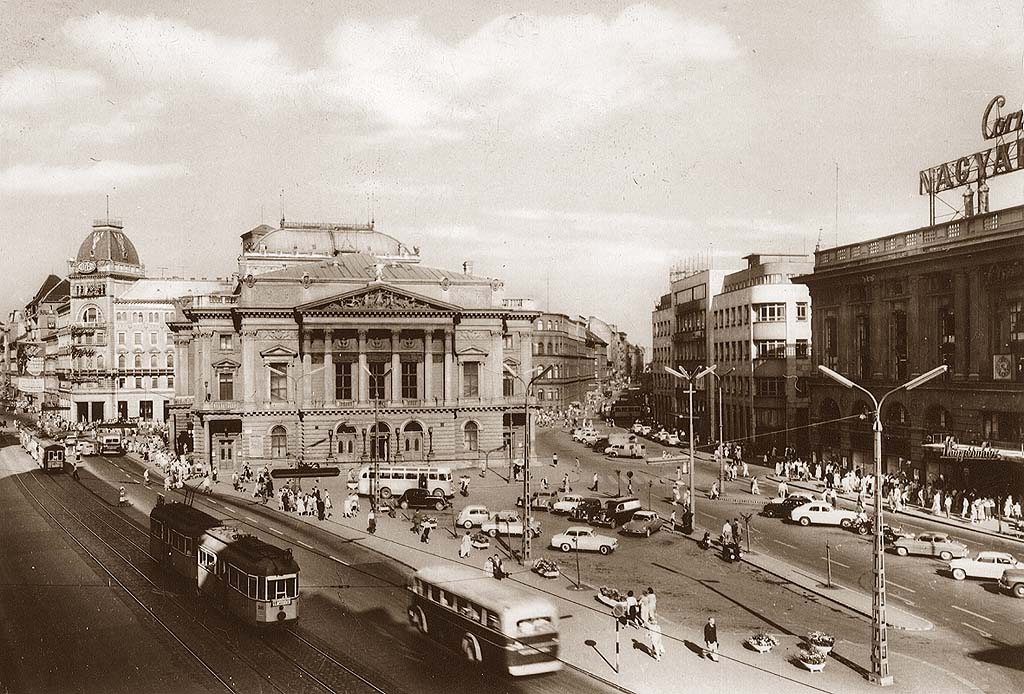
Teatrul Popular înainte de demolare

Ideea unui teatru național în capitala Ungariei a apărut la sfârșitul secolului al XVIII-lea, fiind promovată de mai mulți oameni de cultură și patrioți maghiari, printre care Ferenc Kazinczy. Baronul István Széchenyi, o figură importantă a epocii reformelor a Ungariei, visa o clădire mare pe malul Dunării, operată de o societate pe acțiuni. El și-a făcut cunoscute aceste planuri în pamfletul Magyar Játékszínről (1832).
Cu toate acestea, punerea în practică a proiectului a fost dificilă deoarece grupurile de inițiativă nu s-au putut decide cu privire la concepția de bază. Unii au propus o instituție simplă, deschisă către masele largi, iar alții au dorit o instituție de elită pentru aristocrația maghiară.
Construcția teatrului a început în 1835 pe un teren donat de Antal Grassalkovich pe strada Kerepesi. Cu o trupă alcătuită în ultimii 4 ani de András Fáy și Gábor Döbrentei (care a jucat pe scena Teatrului Castelului din Buda), teatrul a fost inaugurat pe 22 august 1837 sub numele de Pesti Magyar Színház (Teatrul Maghiar din Pesta). Obiectivele sale au fost formarea unui repertoriu teatral maghiar și reprezentarea pieselor clasice ale literaturii universale. Naționalizat în anul 1840, numele teatrului a fost schimbat în acela de Teatru Național.
Clădirea Teatrului Național a fost demolată în anii 1900. Compania s-a mutat în clădirea Teatrului Poporului din Piața Blaha Lujza în 1908. În următoarele decenii compania a fost doar chiriașă în Teatrul Poporului, timp în care starea clădirii s-a deteriorat continuu. Apoi, în 1963, autoritățile au decis să demoleze clădirea, invocând ca motiv construirea liniei de metrou. Clădirea a fost demolată pe 23 aprilie 1965. Compania a fost transferată apoi în clădirea renovată a Teatrului Petőfi (cunoscută astăzi ca Thália) de pe strada Nagymező, iar doi ani mai târziu în fostul Teatru Maghiar din Piața Hevesi Sándor.

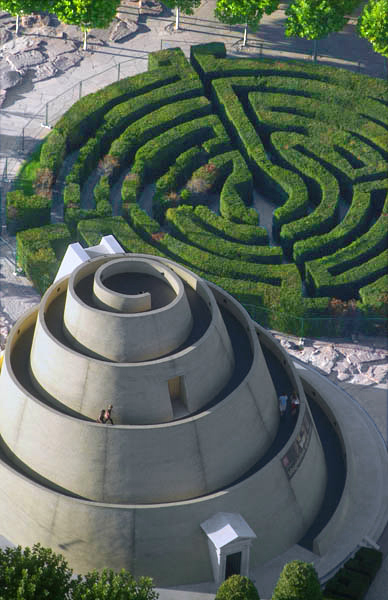
Fotografie aeriană a Parcului

După demolarea Teatrului Poporului s-a făcut propunerea de a se construi o clădire nouă a teatrului în Parcul Orașului, mai exact în Piața Felvonulási. O licitație internațională a avut loc în 1965, dar nu a fost acordat premiul I. Premiul al doilea a fost împărțit între planul lui Miklós Hofer și planul echipei Jan Boguslawski - Bogdan Gniewiewski. S-a decis începerea construcției după proiectul lui Miklós Hofer, dar au urmat două decenii de tergiversări birocratice. Autorizația de construire a fost eliberată în cele din urmă în 1985, dar construcția a bătut pasul pe loc, fiind tăiați doar câțiva copaci de pe locul viitoarei construcții. În 1988 a avut loc un concurs pentru o nouă locație și a fost aleasă piața Engels (astăzi Erzsébet). A trecut un deceniu fără nici un progres. În 1996, Parlamentul a fost în sfârșit de acord să se treacă la etapa următoare, dar proiectul a fost tărăgănat din cauza certurilor politice din următorii ani. După un nou concurs de proiecte (câștigat de Ferenc Bán), construcția teatrului a început în 1998, dar noul guvern ales în același an a oprit lucrările, considerându-le prea costisitoare.
În 1999 comisarul guvernamental György Schwajda a însărcinat-o pe arhitecta Mária Siklos cu realizarea proiectului clădirii într-o locație nouă de pe malul Dunării, dar, în urma refuzului companiei de construcții de a executa proiectul arhitectei, s-a organizat un nou concurs care a fost câștigat de György Vadász. Cum el nu a fost dispus să refacă planurile Máriei Siklos, construcția teatrului a început după planurile ei pe 14 septembrie 2000. Noua clădire a Teatrului Național a fost inaugurată de Ziua Națională a Ungariei, pe 15 martie 2002.

## Noua clădire a Teatrului Național

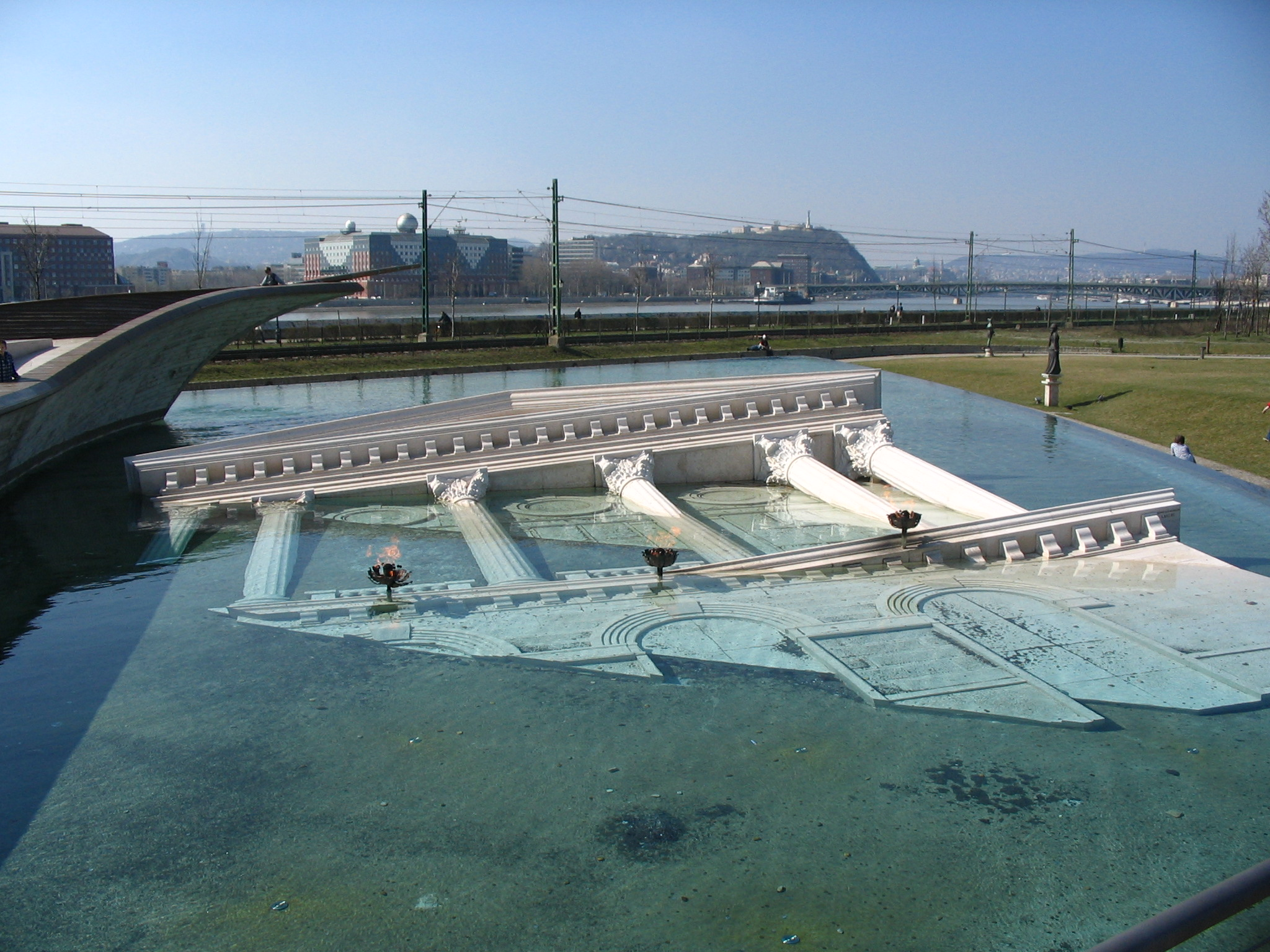
Memorialul Vechiului Teatru Național din parc

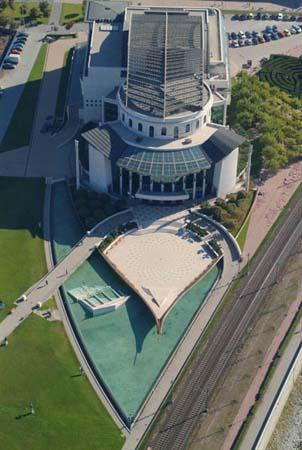
Clădirea nouă văzută de sus

Clădirea se află pe malul Dunării, în sectorul Ferencváros, între bulevardul Soroksári, zona Nagykörút și Podul Rákóczi, și se poate ajunge pe jos în cinci minute de stația Csepel HÉV (calea ferată suburbană). Suprafața teatrului, împreună cu o scenă în aer liber, este de 20.844 de metri pătrați și poate fi împărțită din punct de vedere funcțional în trei părți. Partea centrală este clădirea aproape rotundă a auditorium-ului, înconjurată de alei și de spații publice. Cea de-a doua este o clădire cu scop industrial în formă de U aflată în jurul scenei principale. Cea de-a treia secțiune este parcul care înconjoară zona și conține numeroase monumente ce rememorează evenimente importante din istoria teatrului maghiar și a cinematografiei maghiare. Palatul Artelor din apropiere a fost inaugurat în 2005.
Dramaturgul György Schwajda a devenit primul director al teatrului, pe care l-a condus în perioada 2000-2002. El a organizat instituția și a fondat titlul de Actor al poporului care aducea laureatului o recompensă financiară, dar a demisionat în vara anului 2002. Ministrul l-a numit apoi ca director pe actorul și regizorul Péter Huszti, fără concurs, iar acesta din urmă a fost nevoit să demisioneze după numai o săptămână din cauza nemulțumirilor legate de numirea sa. După o perioadă de interimat a lui Miklós  Bosnyák (2002-2003), a fost ales director, în urma unui concurs, actorul Tamás Jordán care a îndeplinit această funcție în perioada 2003-2008. Mandatul succesorului său, actorul Robert Alföldi (2008-2013), a fost marcat de controverse, iar din 2013 teatrul este condus de regizorul Attila Vidnyanszky.
Sala principală poate găzdui 619 spectatori. Scena principală a sălii are o suprafață de 24x17,9 metri și o înălțime de 28 de metri. Partea vizibilă de către public are lățimea de 12 metri și înălțimea de 7 metri.

## Legături externe
- en  Official home page of the National Theatre Arhivat în 22 ianuarie 2015, la Wayback Machine.
- en  Anniversaries – Self-Portraits - The National Theatre Arhivat în 5 ianuarie 2015, la Wayback Machine. National Relic Exhibition Hall, 1 februarie 2008 – 18 martie 2008
- en  Music and Musical Genres on the Pre-Erkel Hungarian Stage (.rtf)
- en  Csatolna.hu gallery - A gallery of images of the new National Theatre
- en  Aerial photographs of the Theatre